# ГАЕС Рейсах
ГАЕС Рейсах — гідроакумулююча електростанція в Німеччині у федеральній землі Баварія.
У 1951—1952 роках на річці Пфраймд (впадає у ліву притоку Дунаю Нааб) спорудили греблю Trausnitztalsperre висотою 20 метрів та довжиною 150 метрів. Вона утворила водосховище об'ємом 2,5 млн м3, яке не тільки постачає споруджену при греблі малу ГЕС потужністю 1,8 МВт, але й виконує функцію нижнього резервуару набагато потужнішої ГАЕС Рейсах. Для останньої у 1955 році завершили штучний верхній резервуар Рабенлейте з об'ємом 1,5 млн м3, котрий дозволяє працювати в турбінному режимі з номінальною потужністю протягом 3 годин. Спершу на ГАЕС ввели в експлуатацію дві турбіни типу Френсіс, а в 1961-му додали до них третю. До кожного з трьох гідроагрегатів входять також мотор-генератор та насос, призначений для поповнення верхнього резервуару.
Верхній резервуар Рабенлейте споруджений на північ від станції на горі, яку огинає Пфраймд. Внаслідок цього розташована вище за течією цієї річки ГЕС Танцмюль виявилась на близькій відстані з верхнім резервуаром. У 1959 році вона була перетворена на ГАЕС, отримавши здатність поповнювати Рабенлейте за рахунок спорудженого ще вище за течією Пфрайду водосховища Кайнцмюльшперре. В подальшому закачана Танцмюль вода може використовуватись або нею самою (при напорі у 122 метри), або ГАЕС Рейсах (при напорі у 188 метрів).
Ефективність гідроакумулюючого циклу ГАЕС Рейсах становить 75 %.